# Charles Léopold von Heydes de Belderbusch

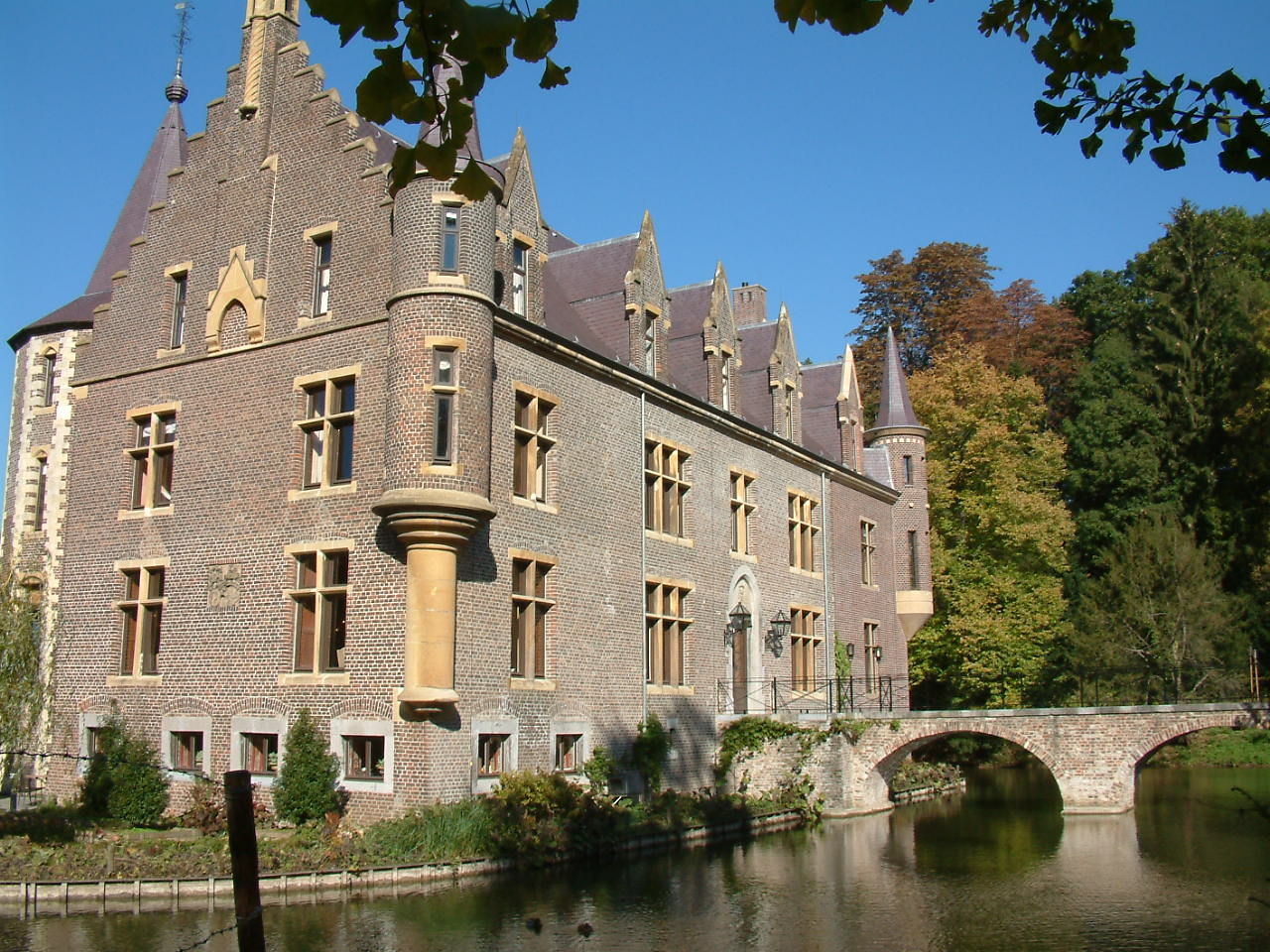
Le de nos jours

Charles Léopold von Heydes de Belderbusch, comte, baptisé le 8 octobre 1749 à Montzen, mort le 22 janvier 1826 à Paris, est un homme politique français sous l’Empire.

## Biographie
Il naît en octobre 1749 au château de Streversdorp à Montzen, actuellement en Province de Liège, en France dans le département de l'Ourthe pendant l’Empire.

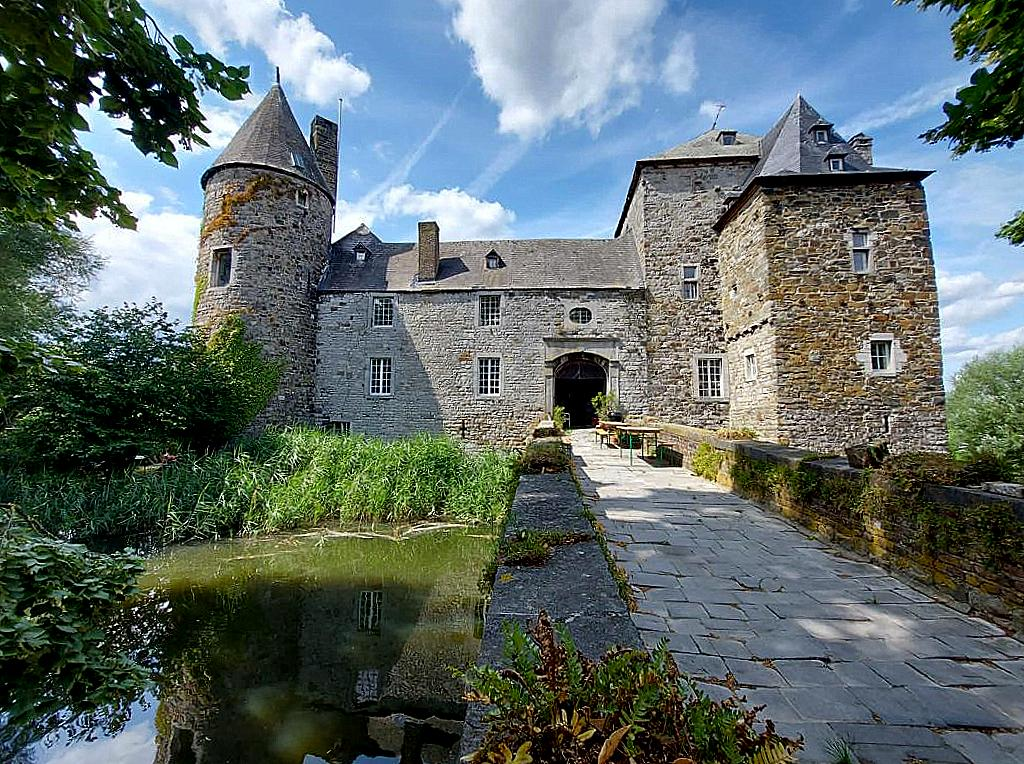
Le château de Streversdorp à Montzen

Issu d’une ancienne famille du duché de Limbourg, où un de ses oncles, Caspar Anton von Belderbusch occupe le poste de grand maître héréditaire de la Cour électorale de Cologne. Devenu lui-même, en 1785, l’agent du prince-électeur Maximilien-François à la cour de Louis XVI, il se fait remarquer à Versailles par son goût pour le faste, pour les arts et pour les plaisirs. 
Peu disposé à se rallier à la Révolution, il s'empresse de quitter Paris dès que l'Assemblée Législative déclare la guerre à l'empereur d'Autriche. Il réside tour à tour à son château de Terworm, à Cologne et en Suisse. 
L’annexion de la Belgique et des provinces rhénanes le rend français. Il revient à Paris sous le Consulat, et se montre très empressé auprès de Bonaparte. Il s’aide d’autre part de recommandations de divers personnages qu’il connaît depuis les dernières années du règne de Louis XVI, et qui sont redevenues influentes, pour obtenir le poste de préfet de l’Oise. 
Dans ce nouveau poste, il s’attache surtout à favoriser par une protection constante et officielle les anciens religieux qui tiennent des établissements d’instruction et d'éducation. Présenté, dès le commencement de l’an XII, par le corps électoral de son département comme candidat au Sénat conservateur, il est encore sur les rangs en 1809 pour le département de la Roer. Il est nommé effectivement le 5 février 1810 par Napoléon, qui le fait en même temps comte de l'Empire.
Légionnaire depuis le 25 prairial an XII, il est élevé au rang d'officier de la Légion d'honneur le 6 avril 1813.
Belderbusch toutefois n’est pas le dernier à voter l’acte de déchéance de Napoléon en avril 1814, dont un autre de ses compatriotes, l’ancien professeur de Louvain Lambrechts, porte les « considérants » dans sa poche depuis plusieurs mois. Cette attitude lui gagne les bonnes grâces de Louis XVIII qui lui accorde la même année ses lettres de grande naturalisation. Elles sont transcrites sur le registre de la Chambre le 29 décembre 1814.
À partir de 1815, le comte de Belderbusch, rentré dans sa vie privée, partage ses loisirs entre Terworm (Meerssen) et Paris. Lorsqu’il meurt à Paris le 22 janvier 1826, il laisse à des collatéraux éloignés une fortune immobilière considérable.

## Écrits
On lui doit quelques écrits politiques, parus de 1795 à 1814, sous le couvert de l’anonymat : Sur les affaires du temps, Lettres sur la paix, Le Cri public, etc.

## Titres
- Comte de Heiden de Belderbush et de l'Empire (lettres patentes du 23 mai 1810, Lille).

## Distinctions
- Légion d'honneur[3] :
  - Légionnaire (25 prairial an XII), puis,
  - Officier de la Légion d'honneur (6 avril 1813).

## Armoiries
| Figure | Blasonnement |
|        | Armes du comte de Heiden de Belderbush et de l'Empire Écartelé, au premier des comtes sénateurs, au deuxième burelé d'argent et de sinople au lion rampant de gueules, au troisième d'argent à la croix de gueules dentelée de sable ; au quatrième d'azur à trois étoiles d'or en fasce posées en chef, soutenues de trois roses deux et une d'or. - Livrées : couleurs de l'écu, le verd dans les bordures seulement. |

## Sources
- « Belderbusch (Charles Léopold von Heynes, comte de) », dans Adolphe Robert et Gaston Cougny, Dictionnaire des parlementaires français, Edgar Bourloton, 1889-1891 [détail de l’édition] ;
- [[Jean-Joseph Thonissen|Jean-Joseph Thonissen]], Biographie nationale de Belgique, vol. 2, Bruxelles, H. Thiry-Van Buggenhoudt (pour l'Académie royale des sciences, des lettres et des beaux-arts de Belgique), 1868 ;